# Psittacula bensoni
Il pappagallo grigio di Mauritius (Psittacula bensoni (Holyoak, 1973)) è un pappagallo estinto endemico dell'isola di Mauritius.
È stato descritto in base ad alcune ossa subfossili ed ai racconti di alcuni viaggiatori che anticamente visitarono l'isola, riportando l'esistenza di "piccoli pappagalli di colore grigio"; non è tuttavia stato chiarito con certezza se tali animali non siano più semplicemente delle femmine di pappagallo dal becco grosso, che erano assai più piccole dei maschi.
Tuttavia i pappagalli del becco grosso erano grigio-bluastri con variegature blu, mentre non si parla di altri colori oltre al grigio per questi uccelli.
Inoltre, vengono riportati avvistamenti di questi animali ancora nel XVIII secolo, ossia oltre un secolo dopo la presunta estinzione del pappagallo dal becco grosso.
Vi sono inoltre alcuni viaggiatori che parlano di pappagalli multicolori ascrivendoli a questa specie, mentre si pensa piuttosto che si intendesse parlare del pappagallo delle Mascarene, del quale però non si è risontrata presenza di ossa su Mauritius, mentre vengono riportati avvistamenti del pappagallo grigio di Mauritius anche sull'isola di Réunion.